# Смирнов, Кирилл Игоревич
Смирнов Кирилл Игоревич (род. 11 ноября 1985, Ленинград) — журналист, медиа-менеджер, главный редактор газеты «Петербургский дневник» и сетевого СМИ spbdnevnik.ru, генеральный директор информационно-издательского центра Правительства Санкт-Петербурга «Петроцентр», издатель газеты «Вечерний Санкт-Петербург», член Общественной палаты Санкт-Петербурга, член Союза журналистов России, Российской ассоциации по связям с общественностью, член правления Союза журналистов Санкт-Петербурга и Ленинградской области, руководитель штаба петербургского регионального отделения ОД "Бессмертный полк России", в 2022 году включён во всемирный клуб петербуржцев.  

## Биография
Обучался в Лапландском университете (Финляндия) и окончил кафедру политологии факультета социальных наук Российского государственного педагогического университета имени А. И. Герцена. В 2010 году закончил обучаться в аспирантуре на кафедре политологии Российского государственного педагогического университета имени А. И. Герцена. В настоящее время[когда?] завершает работу над диссертацией на соискание степени кандидата политических наук. В 2014 году получил второе высшее образование по специальности «Юриспруденция» в Северо-Западном институте управления федерального государственного бюджетного образовательного учреждения высшего профессионального образования «Российская академия народного хозяйства и государственной службы при Президенте Российской Федерации».
Работал руководителем пресс-службы администрации Фрунзенского района, советником главы администрации Кронштадтского района, заместителем председателя — начальником отдела Комитета по печати и взаимодействию со средствами массовой информации Санкт-Петербурга, с осени 2017 года — главный редактор газеты «Петербургский дневник», с лета 2020 года — генеральный директор Информационно-издательского центра Правительства Санкт-Петербурга «Петроцентр».
Аспирант в Северо-Западном институте управления Российской академии народного хозяйства и государственной службы при Президенте Российской Федерации.
Член Общественной палаты Санкт-Петербурга.
Председатель Общественного совета при Комитете по физической культуре и спорту.
Член Общественного совета при Комитете Санкт-Петербурга по делам Арктики.
Член Общественного совета при Администрации Центрального района Санкт-Петербурга.
Руководитель штаба петербургского регионального отделения ОД "Бессмертный полк России".
Член Российской ассоциации по связям с общественностью.
Член Союза журналистов России.
Член правления Союза журналистов Санкт-Петербурга и Ленинградской области.
Член правления саморегулируемой организации «Ассоциация маркетинговой индустрии «Рекламный совет».
Президент Ассоциации журналистов «Петроцентр», издатель газеты «Вечерний Санкт-Петербург».
Ведущий авторской программы на Радио России «Радиоклуб на Карповке с Кириллом Смирновым», а также программы «Главное» на «Роял радио».
Член правления СРО Ассоциация маркетинговой индустрии.

## Награды и номинации
- Награждён медалью «За бескорыстный вклад в организацию Общероссийской акции взаимопомощи „Мы Вместе“» и грамотой от имени Президента Российской Федерации.
- Награждён Почётной грамотой Министерства обороны Российской Федерации.
- Награждён благодарностью Министра связи и массовых коммуникаций РФ; благодарностями Губернатора Санкт-Петербурга; благодарностью Законодательного собрания Санкт-Петербурга; почётными грамотами Комитета по печати и взаимодействию со средствами массовой информации Санкт-Петербурга.
- Обладатель ведомственного знака отличия Федеральной службы государственной статистики — медаль «За заслуги в проведении Всероссийской переписи населения 2010 года».
- Обладатель премии за 2-е место в номинации «Лучший PR-проект в государственной сфере» в конкурсе «Пресс-служба года»; 2011 год.
- Обладатель премии за 3-ое место PROBA-IPRA Golden World Awards-2011 в номинации «PR-проект года».
- Победитель в номинации «За лучший редизайн в СМИ» на форуме средств массовой информации Северо-запада России; 2018 год.
- Лауреат специального приза губернатора Санкт-Петербурга в рамках вручения премий Правительства Санкт-Петербурга в области журналистики в 2019 году.
- Лауреат премий Правительства Санкт-Петербурга в области журналистики в 2020 году в номинациях «Лучшая радиопрограмма» и «Лучший медийный проект года».
- Лауреат премии года на журналистском конкурсе «Сезам-2021» за мультимедийный проект «Медиаэкспедиция по „Серебряному ожерелью“ России».
- Победитель в номинации «Развитие и продвижение территорий» премии «Серебряный лучник» — Северо-Запад за 2021 год.
- Обладатель почётного знака «За заслуги в развитии физической культуры и спорта Санкт-Петербурга».
- Обладатель нагрудного знака «За отличие в службе» II степени Федеральной службы войск национальной гвардии РФ.
- Обладатель специального приза Губернатора Санкт-Петербурга конкурса журналистов «Золотое перо» 2021 за цикл интервью с руководителями города, посвящённого 30-летию переименования Ленинграда в Санкт-Петербург.
- Победитель Профессионального конкурса Союза журналистов России на Лучшее журналистское произведение 2022 года за проект «Путешествие из Ленинграда в Санкт-Петербург»[14]
- Награжден благодарностью Федеральной службы судебных приставов.
- Обладатель памятного знака «350 лет Петру Великому».
- Награжден Почетной грамотой Губернатора Санкт-Петербурга за большой вклад в развитие средств массовой информации на территории Санкт-Петербурга.
- Награждён благодарностью Министра связи и массовых коммуникаций РФ; благодарностями Губернатора Санкт-Петербурга; благодарностью Законодательного собрания Санкт-Петербурга; почетными грамотами Законодательного собрания Санкт-Петербурга, Комитета по печати и взаимодействию со средствами массовой информации Санкт-Петербурга.
- Победитель в номинации «Коммуникации в благотворительности» премии «Серебряный лучник» - Северо-Запад в 2022 году.
- Обладатель национальной премии Союза журналистов России в области развития связей с общественностью «Золотая стратегия» в номинации «Общественно значимые проекты»за забег «Бегом с Дневником» в 2023 году.[15]
- Победитель Всероссийского конкурса журналистских работ о цирке, проводимого Росгосцирком при поддержке Министерства культуры РФ, за фильм «Вокруг манежа: к 145-летию Цирка Чинизелли» в 2023 году.[16]
- Победитель Всероссийского конкурса журналистов имени Ясена Засурского «Золотой Гонг-2023» в номинации «Газета года» в 2023 году.[17]
- Победитель премии Союза журналистов России «Золотое перо России» 2024 года в номинации «Медиаменеджер» в 2024 году.[18]
- Победитель в номинации «Лучший материал о туристическом проекте» на форуме средств масссовой информации Северо-запада России в 2024 году.
- Обладатель премии «Медиаменеджер России-2025» в номинации «Региональные медиа» за профессиональный подход к управлению в средствах массовой информации и значимый вклад в развитие отечественной журналистики[19]